# Eilema biplagella
Eilema biplagella là một loài bướm đêm thuộc phân họ Arctiinae, họ Erebidae.